# Dysfunkcja narkotyzująca
Dysfunkcja narkotyzująca – negatywny skutek długofalowego oddziaływania środków masowego przekazu na odbiorców. 
Termin ten oznacza postępujące uzależnienie odbiorców od mediów oraz związane z nim przeświadczenie, że  pozyskiwanie aktualnych informacji powoduje, iż pełniej, bardziej świadomie i aktywnie uczestniczą w życiu społecznym. 
Tymczasem dysfunkcja narkotyzująca prowadzi do pasywnej obserwacji rzeczywistości, sprawia, że odbiorcy stają się raczej obserwatorami niż zaangażowanymi uczestnikami życia społecznego. Odbiorcy zamiast działać, przyglądają się. Popadają w zastępcze przeżywanie rzeczywistości. Dysfunkcja narkotyzująca prowadzi do odrętwienia, pasywności społecznej i atomizacji – zawsze odbywa się kosztem ograniczenia kontaktów interpersonalnych i relacji ze światem zewnętrznym. 
Termin wprowadzony przez Paula Lazarsfelda i Roberta Mertona w przedstawionej w 1948 typologii funkcji mediów masowych.